# Вэньдэн
Вэньдэ́н (кит. упр. 文登, пиньинь Wéndēng) — район городского подчинения городского округа Вэйхай провинции Шаньдун (КНР).

## География

### Климат
Город находится в субтропической муссонной климатической зоне, с выраженными четырьми временами года. Среднегодовая температура составляет 11-12 °C, среднегодовая норма осадок — 540 мм.
| Показатель                                    | Янв. | Фев. | Март | Апр. | Май  | Июнь | Июль | Авг. | Сен. | Окт. | Нояб. | Дек. | Год  |
| --------------------------------------------- | ---- | ---- | ---- | ---- | ---- | ---- | ---- | ---- | ---- | ---- | ----- | ---- | ---- |
| Абсолютный максимум, °C                       | 13   | 13,2 | 19   | 29   | 43   | 34,3 | 34,7 | 34,7 | 35   | 28   | 23    | 17,4 | 43   |
| Средний суточный максимум, °C                 | 0,4  | 1,2  | 6,3  | 13,2 | 19,2 | 23,3 | 25,4 | 25,6 | 21,8 | 17   | 9,5   | 3,3  | 13,9 |
| Средняя температура, °C                       | −1,5 | −0,5 | 3,5  | 10   | 16   | 20   | 23   | 23   | 19   | 14,5 | 7     | 1,5  | 11,3 |
| Средний суточный минимум, °C                  | −3,2 | −2,5 | 1,4  | 7,3  | 13   | 17,7 | 21   | 21,6 | 17,4 | 12,7 | 5,6   | −0,3 | 9,3  |
| Абсолютный минимум, °C                        | −25  | −12  | −6,2 | −1   | 5    | 10   | 12   | 10   | 9    | −4   | −13   | −27  | −27  |
| Норма осадков, мм                             | 9    | 9    | 21   | 33   | 33   | 63   | 102  | 153  | 57   | 21   | 21    | 18   | 45   |
| Источник: World Weather Online Meoweather.com |      |      |      |      |      |      |      |      |      |      |       |      |      |

## История
Первое упоминание о Вэньдэн относится к 219 году до н. э., когда император Цинь Шихуанди совершал инспекторские поездки по территории Шаньдунского полуострова. Он был так очарован красотой местности, что призвал поэтов залезть на близлежащую гору и создавать стихи. Гора в честь этого и получила своё название: 文人登山 («вэньжэнь дэншань»; дословно: «гора, на которую взошли культурные люди»).
Уезд Вэньдэн (文登县), названный в честь этой горы, был образован при империи Северная Ци в 568 году.
Знаменитый даос Ван Чунъян, живший во времена империи Цзинь, в этом месте собрал учеников (Семь Подлинных Учителей Севера) и открыл даосскую школу Цюаньчжэнь.
В 1898 году северная часть уезда была сдана в аренду Великобритании в качестве колонии Британский Вэйхай.
В годы Второй мировой войны западная часть уезда была в декабре 1941 года выделена в отдельный уезд Вэйси (文西县). В январе 1945 года уезд Вэйси был переименован в Куньюй (昆嵛县).
В мае 1950 года был создан Специальный район Вэньдэн (文登专区), и уезды Вэйдэн и Куньюй вошли в его состав. В 1956 году Специальный район Вэньдэн был расформирован, а входившие в него административные единицы были переданы в состав Специального района Лайян (莱阳专区); уезд Куньюй был при этом разделён между уездами Вэньдэн и Мупин. В 1958 году Специальный район Лайян был переименован в Специальный район Яньтай (烟台专区). В 1967 году Специальный район Яньтай был переименован в Округ Яньтай (烟台地区).
В 1983 году постановлением Госсовета КНР Округ Яньтай был расформирован, а вместо него создан городской округ Яньтай.
В 1987 году постановлением Госсовета КНР был образован городской округ Вэйхай, в состав которого вошёл и уезд Вэньдэн. В 1988 году уезд Вэньдэн был преобразован в городской уезд. В 2014 году городской уезд Вэньдэн был преобразован в район городского подчинения.

## Административное деление
Район делится на 3 уличных комитета и 12 посёлков.

## Экономика
Ежегодный размер ВВП с 1979 года в среднем ежегодно возрастал на 20,4 %.
В 2008 году ВВП города составил 47,69 млрд. юаней, что на 11,7 % выше чем в прошлом году.
Вэньдэн входит в тройку наиболее развитых единиц уездного уровня провинции. В 2010 году Вэньдэн занял 14 место в общекитайском списке наиболее экономически развитых уездов страны.
На конец 2004 года общий объём накопленных иностранных инвестиций в реальном исчислении составлял 830 млн. долларов США, в том числе размер текущих инвестиций составлял 150 млн долларов США. Основные иностранные инвесторы: Республика Корея — 655,69 млн долларов США, Гонконг — 80,16 млн долларов США, Япония — 24,14 млн долларов США, США — 21,65 млн долларов США, Тайвань — 11,77 млн долларов США.

### Промышленность
Благодаря географической близости к Жёлтому морю в Вэньдэне активно развивается рыбная промышленность, а кроме того сельское хозяйство и пищевая промышленность. В основном выращивают фрукты, пшеницу, кукурузу, арахис, также занимаются разведением коз и развитием аквакультуры: рыба, креветки, моллюски и т. д.
Экономика района развивается также за счёт предприятий химической промышленности (в том числе фармацевтическая промышленность), машиностроения, производства строительных материалов, электромеханической продукции, изделий из текстиля и кожи, а также культурно-образовательных материалов и т. д.
В Вэньдэне размещено производство более пятисот китайских и иностранных государственных или частных предприятий, имеющих годовую выручку свыше 5 млн юаней. Более 600 иностранных компаний из Кореи, Японии, США, Великобритании, Гонконга и т. д. инвестируют в промышленное производство в Вэньдэне.
В Вэньдэне находится 20 научно-исследовательских центров занимающихся разработками передовых технологий.

### Туризм
К западу от Вэньдэна расположена гора Куньюй, на которой находятся вырезанные наскальные барельефы с надписями из всемирно известной книги Лао-цзы «Дао дэ цзин».
Вдоль города расположены песчаные пляжи, которые привлекают большое количество туристов в период с мая по сентябрь. В настоящее время создается туристическая зона «Золотой пляж».

## Транспорт
В радиусе 100 км находится три международных аэропорта (Qingdao Liuting International Airport, Weihai Airport и Yantai Laishan Airport), функционирует обширная сеть автомобильных магистралей (в том числе китайское национальное шоссе № 309) и железных дорог соединяющая Вэньдэн с крупнейшими городами Китая, развито морское сообщение с крупнейшими портами региона (Далянь, Шанхай, Пусан, Инчхон, Фукуока, Иокогама).